# Iolanda di Savoia
Iolanda o Violante Ludovica di Savoia (11 luglio 1487 – Ginevra, 12 settembre 1499) fu una principessa di Savoia.

## Biografia
Era figlia di Carlo I di Savoia e di Bianca di Monferrato.
Suo padre morì prematuramente nel 1490 lasciando il ducato a Carlo Giovanni Amedeo di Savoia, fratello minore di Iolanda. Avendo solo due anni di età, al piccolo duca venne affiancata la madre, nominata reggente del Ducato.
Nel 1496 venne a mancare anche Carlo II. Per motivi politici e dinastici Iolanda venne data in moglie al cugino Filiberto, erede di Carlo II. Il matrimonio venne celebrato nel 1496 quando Iolanda aveva soli 9 anni e durò fino alla morte di Iolanda avvenuta nel 1499.
A causa della giovane età della fanciulla, sposa a nove anni e morta dodicenne, il matrimonio non produsse eredi.
Filiberto si risposò nel 1501 con l'arciduchessa Margherita d'Asburgo.

## Ascendenza
|                               |                                 |                           | Genitori                         |  |  | Nonni |  |  | Bisnonni           |  |  | Trisnonni         |  |
|                               |                                 |                           |                                  |  |  |       |  |  | Ludovico di Savoia |  |  | Antipapa Felice V |  |
|                               |                                 |                           |                                  |  |  |       |  |  | Ludovico di Savoia |  |  | Antipapa Felice V |  |
|                               |                                 | Maria di Borgogna         |                                  |  |  |       |  |  | Ludovico di Savoia |  |  |                   |  |
| Amedeo IX di Savoia           |                                 |                           |                                  |  |  |       |  |  | Ludovico di Savoia |  |  |                   |  |
|                               |                                 | Anna di Lusignano         | Giano di Lusignano               |  |  |       |  |  |                    |  |  |                   |  |
|                               |                                 | Anna di Lusignano         | Giano di Lusignano               |  |  |       |  |  |                    |  |  |                   |  |
|                               |                                 | Anna di Lusignano         | Carlotta di Borbone              |  |  |       |  |  |                    |  |  |                   |  |
| Carlo I di Savoia             |                                 | Anna di Lusignano         |                                  |  |  |       |  |  |                    |  |  |                   |  |
|                               |                                 | Carlo VII di Francia      | Carlo VI di Francia              |  |  |       |  |  |                    |  |  |                   |  |
|                               |                                 | Carlo VII di Francia      | Carlo VI di Francia              |  |  |       |  |  |                    |  |  |                   |  |
|                               |                                 | Carlo VII di Francia      | Elisabetta di Baviera-Ingolstadt |  |  |       |  |  |                    |  |  |                   |  |
| Iolanda di Valois             |                                 | Carlo VII di Francia      |                                  |  |  |       |  |  |                    |  |  |                   |  |
|                               |                                 | Maria d'Angiò             | Luigi II di Napoli               |  |  |       |  |  |                    |  |  |                   |  |
|                               |                                 | Maria d'Angiò             | Luigi II di Napoli               |  |  |       |  |  |                    |  |  |                   |  |
|                               |                                 | Maria d'Angiò             | Violante d'Aragona               |  |  |       |  |  |                    |  |  |                   |  |
| Iolanda di Savoia             |                                 | Maria d'Angiò             |                                  |  |  |       |  |  |                    |  |  |                   |  |
|                               | Giovanni Giacomo del Monferrato | Teodoro II del Monferrato |                                  |  |  |       |  |  |                    |  |  |                   |  |
|                               | Giovanni Giacomo del Monferrato | Teodoro II del Monferrato |                                  |  |  |       |  |  |                    |  |  |                   |  |
|                               | Giovanni Giacomo del Monferrato | Giovanna di Bar           |                                  |  |  |       |  |  |                    |  |  |                   |  |
| Guglielmo VIII del Monferrato | Giovanni Giacomo del Monferrato |                           |                                  |  |  |       |  |  |                    |  |  |                   |  |
|                               |                                 | Giovanna di Savoia        | Amedeo VII di Savoia             |  |  |       |  |  |                    |  |  |                   |  |
|                               |                                 | Giovanna di Savoia        | Amedeo VII di Savoia             |  |  |       |  |  |                    |  |  |                   |  |
|                               |                                 | Giovanna di Savoia        | Bona di Berry                    |  |  |       |  |  |                    |  |  |                   |  |
| Bianca di Monferrato          |                                 | Giovanna di Savoia        |                                  |  |  |       |  |  |                    |  |  |                   |  |
|                               |                                 | Francesco Sforza          | Giacomo Attendolo (Muzio Sforza) |  |  |       |  |  |                    |  |  |                   |  |
|                               |                                 | Francesco Sforza          | Giacomo Attendolo (Muzio Sforza) |  |  |       |  |  |                    |  |  |                   |  |
|                               |                                 | Francesco Sforza          | Lucia Terzani da Torgiano        |  |  |       |  |  |                    |  |  |                   |  |
| Elisabetta Maria Sforza       |                                 | Francesco Sforza          |                                  |  |  |       |  |  |                    |  |  |                   |  |
|                               |                                 | Bianca Maria Visconti     | Filippo Maria Visconti           |  |  |       |  |  |                    |  |  |                   |  |
|                               |                                 | Bianca Maria Visconti     | Filippo Maria Visconti           |  |  |       |  |  |                    |  |  |                   |  |
|                               |                                 | Bianca Maria Visconti     | Agnese del Maino                 |  |  |       |  |  |                    |  |  |                   |  |
|                               |                                 | Bianca Maria Visconti     |                                  |  |  |       |  |  |                    |  |  |                   |  |